# The Blinding EP
The Blinding EP (englisch für „Die Blendung EP“) ist eine EP der britischen Rockband Babyshambles, die im Dezember 2006 erschien.

## Entstehung und Veröffentlichung
Die Erstveröffentlichung der The Blinding EP erfolgte am 4. Dezember 2006 bei Parlophone. Es war sowohl die erste Veröffentlichung nach dem Plattenvertrag mit Parlophone als auch die erste Veröffentlichung ohne den im Frühjahr 2006 aus der Band ausgeschiedenen Patrick Walden. Das Album erschien in seiner Originalausführung als 12″-Vinyl (Katalognummer: 379 9021) und CD (Katalognummer: 379 9022) sowie zum Download mit fünf Titeln. Der New Musical Express berichtete, dass die Band im Oktober 2006 elf Titel für die EP aufgenommen hätten, jedoch nur die fünf oben genannten veröffentlicht wurden; diese nicht veröffentlichten Lieder heißen laut NME wie folgt: I Can See from Afar, Anguish, Stung Me Like Life. Fans haben spekuliert, dass Anguish und Stung Me Like Life einfach nur die Namen der Lieder I Wish und Stone Me, What a Life seien, welche der Reporter falsch verstanden hätte.
Getextet, komponiert und produziert wurden alle Lieder gemeinsam von den Babyshambles-Mitgliedern Pete Doherty, Adam Ficek, Drew McConnell sowie Mick Whitnall.

## Artwork
Das Cover wurde schon wie das des Debütalbums Down in Albion von Peter Doherty entworfen.
Auf dem Cover ist ein Foto Peter Dohertys zu sehen, auf welchem er mit freiem Oberkörper Gitarre spielt. Seine Augen sind mit einem Streifen Gaffer Tape zugeklebt, und quer über das Bild steht geschrieben „The Blinding EP“.

## Titelliste
1. The Blinding – 2:59
2. Love You but You’re Green – 4:35
3. I Wish – 2:47
4. Beg, Steal or Borrow – 3:07
5. Sedative – 4:04

## Musikvideos

### The Blinding
Das Video zu The Blinding wurde von Julien Temple gedreht. Es spielt in einem verlassenen West Londoner U-Bahnhof.
Das Video zeigt die Band beim Spielen des Songs in der U-Bahn-Station, oder alternativ in einem Glaskasten, mit schwarzem Gaffer Tape über den Augen; es werden immer wieder verschiedene Objekte eingeblendet z. B. drei aufgestapelte Schädel, ein Reh, Pete Doherty stehend in einem offenen Sarg, die Puppe eines Mannes mit weißem Hemd und schwarzer Hose, der einen Dolch hält, ein Schild, auf dem steht „Elvis is dead“, eine Kettensäge und ein „geblendeter“ Doherty, der auf eine Leinwand malt. Auch der Renaissance Dramatiker Christopher Marlowe kommt vor. Sein Porträt erscheint des Öfteren in kurzen Sequenzen, in welchem dem abgebildeten Marlowe ins Auge gestochen wird; Christopher Marlowe selbst starb bei einem Streit um eine Rechnung in einem Pub, ihm wurde ein Dolch oberhalb des rechten Auges in den Kopf gerammt. Das Video endet mit dem Zerreißen einer Wandcollage in der alten U-Bahn-Station, dem Zertrümmern der Gitarren der Babyshambles und Doherty, der einen Spiegel zerstört.

### Love You But You’re Green
Das Video zu Love You But You’re Green entstand ebenfalls unter der Regie von Temple und hat das besondere Merkmal, dass die einzelnen Bandmitglieder ihre Instrumente nie zusammen, sondern nur an getrennten Standorten spielen: Adam Ficek spielt sein Schlagzeug auf einer Verkehrsinsel, Drew McConnell seinen Kontrabass vor einem Kamin, Mick Whitnall seine Gitarre auf einem Friedhof, und Pete Doherty singt und spielt Gitarre vor einem heruntergekommenen Schuppen und später vor einem Reifenstapel.
Sowohl „Love You But You’re Green“ als auch „The Blinding“ wurden von Pete Doherty während seiner Zeit bei den Libertines geschrieben, allerdings ist unklar, ob eines der anderen Bandmitglieder am Entstehen der Lieder beteiligt war.

## Chartplatzierungen
| ChartsChartplatzierungen     | Höchstplatzierung | Wochen |
| ---------------------------- | ----------------- | ------ |
| Deutschland (GfK)            | 66 (5 Wo.)        | 5      |
| Österreich (Ö3)              | 44 (8 Wo.)        | 8      |
| Vereinigtes Königreich (OCC) | 62 (2 Wo.)        | 2      |